# Hermann Blache
Hermann August Blache (* 16. Mai 1900 in Exau, Kreis Wohlau, Provinz Schlesien; † 25. Juni 1985 in Bochum) war ein deutscher SS-Oberscharführer und von Januar 1943 bis Februar 1944 Leiter des Zwangsarbeitslagers im Ghetto Tarnow. Blache wurde 1964 wegen Mordes an 22 Menschen und Beihilfe zum Mord an 4000 Menschen zu lebenslanger Haft verurteilt.

## Leben bis 1939
Blache war der Sohn eines landwirtschaftlichen Arbeiters. Er war verheiratet und hatte vier Kinder.
Den Besuch der Volksschule beendete er 1914 nach der 8. Klasse. Anschließend führte er ein unstetes Leben und nahm verschiedene Hilfstätigkeiten in der Land- und Forstwirtschaft wahr, bis er 1918 zum Wehrdienst in einem Artillerieregiment nach Breslau eingezogen wurde. Bis zum Ende des Ersten Weltkriegs nahm er an keinen Kriegshandlungen teil.
Er nahm zunächst seine Tätigkeit in der Forstwirtschaft wieder auf. Bis 1928 folgten mehrere kürzere Tätigkeiten als Arbeiter in verschiedenen Bereichen, zuletzt als Vorarbeiter in einem Sägewerk. Den 1928 von seinem Vater übernommenen landwirtschaftlichen Kleinbetrieb veräußerte er 1936, um erneut verschiedenen Tätigkeiten als Arbeiter nachzugehen. Am 28. Juni 1937 beantragte er die Aufnahme in die NSDAP und wurde rückwirkend zum 1. Mai desselben Jahres aufgenommen (Mitgliedsnummer 4.731.580). vor Beginn des Zweiten Weltkriegs legte Blache die Eignungsprüfung für den Polizeidienst ab.

## Nationalsozialistische Karriere
Im Jahr 1937 wurde Blache, der bereits seit 1933 der SS-Reserve angehörte, zum Rottenführer der allgemeinen SS ernannt. Bei Kriegsbeginn wurde er zur Ersatzabteilung einer Totenkopf-SS eingezogen und im Folgejahr zum Rottenführer der Waffen-SS befördert. Bis zum Ende 1940 leistete er Wachdienst im Konzentrationslager Buchenwald. Nach einigen Monaten als Rekrutenausbilder in Weimar wurde Blache 1941, inzwischen SS-Unterscharführer, erneut ins Konzentrationslager Buchenwald versetzt.
Im Jahr 1942 wurde er zum SS-Oberscharführer ernannt und zur Dienststelle des SS- und Polizeiführers Krakau, des SS-Oberführers Julian Scherner, versetzt, der ihm im Januar 1943 die Leitung des Zwangsarbeiterlagers im jüdischen Ghetto von Tarnow übertrug. Blache hatte diese Position bis zur Auflösung des Ghettos im Februar 1944 inne. Er erschoss in dieser Zeit mindestens 22 Menschen, die gegen die im Ghetto erlassenen Vorschriften verstoßen hatten. Mehrere Zeugen bestätigten in dem 1964 gegen Blache geführten Verfahren, dass er auch seinen ältesten Sohn Erschießungen im Ghetto durchführen habe lassen. Darüber wirkte Blache am Abtransport von mindestens 4000 weiteren Menschen zur Tötung im Konzentrationslager Auschwitz mit, der vom SS-Untersturmführer Amon Göth geleitet wurde, da sich Blache der organisatorischen Leitung dieser Aktion nicht gewachsen fühlte.
Im Anschluss führte Blache eine SS-Wachkompanie, die das Zwangsarbeitslager in Krakau-Plassow bewachte. Ende 1944 wurde er der Kommandantur des Konzentrationslagers Groß-Rosen unterstellt. Bei Kriegsende geriet Blache in amerikanische Gefangenschaft.

## Leben nach 1945
Im Internierungslager Recklinghausen-Hillerheide wurde gegen ihn ein Spruchkammerverfahren durchgeführt. Wegen seiner SS-Mitgliedschaft wurde er 1948 zu drei Monaten Gefängnis verurteilt, auf die seine Internierungshaft angerechnet wurde. Er wurde daher aus der Haft entlassen.
Nachdem Blache eine Beschäftigung als Hilfsarbeiter in Bochum gefunden hatte, ließ er seine Familie nachkommen. In den folgenden Jahren fand er in Bochum wechselnde Beschäftigungsverhältnisse als Hilfsarbeiter.
Im September 1961 wurde er wegen Mordverdachts in Untersuchungshaft genommen. Blache wurde im April 1964 wegen der ihm nachgewiesenen Morde an 22 Menschen zu lebenslangem Zuchthaus verurteilt. Wegen Beihilfe zum Mord an 4000 Menschen wurde er ferner zu sechs Jahren Zuchthaus verurteilt, auf die die Untersuchungshaft angerechnet wurde. Am 30. November 1979 wurde er aus der Haft entlassen.